# Патронов, Иван Фёдорович
Иван Фёдорович Патронов (1882 — после 1941) — полковник Генерального штаба, герой Первой мировой войны, участник Белого движения.

## Биография
Сын унтер-офицера. Общее образование получил в Холмской гимназии.
В 1905 году окончил Московское военное училище, откуда выпущен был подпоручиком в Осовецкое крепостное воздухоплавательное отделение. Произведен в поручики 1 октября 1908 года. 20 августа 1910 года переведен в 6-ю воздухоплавательную роту. В 1911 году окончил Николаевскую военную академию по 1-му разряду и 7 мая того же года был произведен в штабс-капитаны «за отличные успехи в науках». В 1911—1913 годах отбывал цензовое командование ротой в 7-м Финляндском стрелковом полку. 26 ноября 1913 года переведен в Генеральный штаб с назначением старшим адъютантом штаба 16-й пехотной дивизии, а 6 декабря того же года произведен в капитаны. 
В предвоенные годы активно выступал в военной печати. В-частности, одним из первых в России обратил внимание в целой серии статей на большую потенциальную роль авиации в будущей войне.
В Первую мировую войну вступил с 16-й пехотной дивизией. Пожалован Георгиевским оружием
За то, что, будучи старшим адъютантом штаба 16-й пехотной дивизии, после упорного боя 12 июня 1915 года у д. Кацуров со взводом казаков под сильным действительным ружейным огнем противника произвел ночью рекогносцировку положения противника и наших отступивших частей и тем дал возможность начальнику дивизии принять решение для контр-атаки, которая и увенчалась полным успехом.
4 августа 1915 года назначен исправляющим должность помощника старшего адъютанта отдела генерал-квартирмейстера штаба 11-й армии, а 19 сентября — и. д. старшего адъютанта того же отдела. 10 апреля 1916 года произведен в подполковники с утверждением в должности. 13 июня 1916 года назначен и. д. начальника штаба Саратовской пехотной бригады. 26 сентября 1916 года назначен и. д. начальника штаба 122-й пехотной дивизии, а 15 августа 1917 года произведен в полковники.
С началом Гражданской войны прибыл на Дон, был зачислен в Добровольческую армию 22 декабря 1917 года. Участвовал в 1-м Кубанском походе в должности штаб-офицера для поручений при штабе армии. На 2 октября 1918 года — комендант этапа города Новочеркасска, на 15 июня 1919 года — начальник этапа № 1 в Новочеркасске, к 15 сентября того же года был назначен штаб-офицером для поручений при штабе Добровольческой армии. В конце 1919 — начале 1920 года эвакуировался в Югославию. В Русской армии — в отделе генерал-квартирмейстера штаба Главнокомандующего до эвакуации Крыма, был тяжело ранен. Эвакуировался на судне «Сцегед».
В эмиграции в Югославии. Входил в ближайшее окружение генерала Врангеля. В 1921—1941 годах был редактором журнала «Военный сборник» в Белграде. Дальнейшая судьба неизвестна.

## Награды
- Орден Святого Станислава 2-й ст. с мечами (ВП 6.06.1915)
- Орден Святой Анны 4-й ст. с надписью «за храбрость» (ВП 28.06.1915)
- Орден Святого Станислава 3-й ст. с мечами и бантом (ВП 21.08.1915)
- Орден Святой Анны 3-й ст. с мечами и бантом (ВП 12.02.1916)
- Георгиевское оружие (ВП 29.05.1916)
- Орден Святой Анны 2-й ст. с мечами (ВП 14.10.1916)